# HMGN3
HMGN3 (англ. High mobility group nucleosomal binding domain 3) – білок, який кодується однойменним геном, розташованим у людей на короткому плечі 6-ї хромосоми. Довжина поліпептидного ланцюга білка становить 99 амінокислот, а молекулярна маса — 10 666.
| 10         |  | 20         |  | 30         |  | 40         |  | 50         |
| ---------- |  | ---------- |  | ---------- |  | ---------- |  | ---------- |
| MPKRKSPENT |  | EGKDGSKVTK |  | QEPTRRSARL |  | SAKPAPPKPE |  | PKPRKTSAKK |
| EPGAKISRGA |  | KGKKEEKQEA |  | GKEGTAPSEN |  | GETKAEEAQK |  | TESVDNEGE  |

A: Аланін

D: Аспарагінова кислота

E: Глутамінова кислота

G: Гліцин

I: Ізолейцин

K: Лізин

L: Лейцин

M: Метіонін

N: Аспарагін

P: Пролін

Q: Глутамін

R: Аргінін

S: Серин

T: Треонін

Кодований геном білок за функціями належить до регуляторів хроматину, фосфопротеїнів. 
Задіяний у такому біологічному процесі, як альтернативний сплайсинг. 
Білок має сайт для зв'язування з ДНК. 
Локалізований у ядрі.